# 冬の稲妻
「冬の稲妻」（ふゆのいなづま）は、アリスが1977年10月5日に東芝EMIからリリースした11枚目のシングル。

## 解説
発売当初の売上は伸び悩んだが、翌1978年に入ってからアリスとして初めてオリコンの週間TOP10入りをしたヒットソングとなる。1978年度年間売り上げ16位。
1978年1月放映開始のTBSテレビ「ザ・ベストテン」でも、当曲で初ランクインした。
2020年10月28日にMEG-CDで再発された。

## 収録曲
両曲　作詞：谷村新司／作曲：堀内孝雄／編曲：石川鷹彦

### SIDE 1
1. 冬の稲妻 [3:05]

### SIDE 2
1. 街路樹は知っていた [3:20]

## カバー
冬の稲妻
- 門田頼命（1991年にノエビアのCMソングとしてカバー）
- 内藤やす子（1993年11月3日発売のシングル「冬の稲妻」でカバー／編曲：土方隆行）
- 嘉門達夫
  - 浅田美代子とのシングル「デュエット替え歌メドレー」の一節に使用。
  - 「冬の人妻〜冬の稲妻〜」として替え歌にしてカバー（2006年4月21日発売のアルバム『笑撃王』に収録）。